# 東京ガスラグビー部
東京ガスラグビー部（とうきょうガスラグビーぶ、英: Tokyo Gas Rugby Football Club）は、トップイーストリーグAグループに加盟する東京ガスのラグビーユニオンチーム。愛称は「ブルーフレイムス（Blue Flames）」。

## 概要
- 仕事とラグビーの両立を掲げている。
- 練習グラウンドは、東京都大田区の東京ガス大森グラウンド[3]。
- 2018年に栗田工業ウォーターガッシュ（現：クリタウォーターガッシュ昭島）がトップチャレンジリーグに昇格したため、トップイーストリーグで唯一の初年度から（開始当初はトップイースト10）の継続参加チームとなっている。

## チームスローガン
- 2007年度：「Rise to the Next!」
- 2008年度：「CHANGE!!」
- 2009年度：「BREAK OUT」
- 2012年度：「自主・自立」
- 2014年度-2019年度：「Motion Rugby」
- 2020年度：「Aggressive Attacking!!」[4]
- 2022年：aggressive attacking（目標：TOP EAST LEAGUE　優勝奪還！！）[5]

## 歴史
- 1975年 - 創部
- 1990年 - 関東社会人リーグ2部Cグループで優勝し、関東社会人リーグ1部に昇格
- 1992年 - 関東社会人リーグ1部で初優勝
- 1993年 - 関東社会人リーグ1部で優勝し、入れ替え戦で秋田市役所に勝利し、東日本社会人リーグに昇格[6]
- 1995年 - 全国社会人大会に初出場
- 1998年 - 東日本社会人リーグで8位となり、入れ替え戦に敗れ関東社会人リーグ1部に降格
- 2003年 - 関東社会人リーグ1部Aグループで2位となり、トップイースト10に参入
- 2019年 - トップイーストリーグ初優勝
- 2021年12月11日 - トップイーストリーグAグループ（2021シーズン）でヤクルトに敗れ、2位[7]。
- 2022年12月10日 - トップイーストリーグAグループ（2022シーズン）で優勝[8]。
- 2023年1月7日 - 3地域社会人リーグ順位決定戦（2022シーズン）で、トップウェストAリーグ優勝の大阪府警察を破り、地域社会人リーグ1位となる[9]。
- 2025年7月10日 - 創部50周年を記念して、チーム名を「Tokyo gas Blue Flames（東京ガスブルーフレイムス）」とする[10]。

## タイトル
最上位リーグ
なし
下位リーグ
- トップイーストリーグ 優勝：2回（2019, 2022）

その他
- トップイーストリーグ春季交流戦トーナメント 優勝：1回（2023）
- 3地域社会人リーグ順位決定戦 優勝：2回（2022、2024）

## 成績

### 全国社会人大会戦績
| 回 | 年度 | 地区   | 成績           | 試 | 勝 | 分 | 敗 | 得 | 失  | 差   | 備考 |
| -- | ---- | ------ | -------------- | -- | -- | -- | -- | -- | --- | ---- | ---- |
| 48 | 1995 | 東日本 | 予選プール敗退 | 3  | 0  | 0  | 3  | 19 | 172 | -153 |      |
| 49 | 1996 | 東日本 | 予選プール敗退 | 3  | 1  | 0  | 2  | 76 | 163 | -87  |      |

### リーグ戦戦績

#### トップリーグ創設以前
- 1996-1997 東日本社会人リーグ 6位（2勝5敗）
- 1997-1998 東日本社会人リーグ 8位（7敗）、入れ替え戦でクボタに敗れ、関東社会人リーグ1部降格
- 1998-1999 関東社会人リーグ1部 Aグループ 7位（2勝5敗）
- 1999-2000 関東社会人リーグ1部 Bグループ 3位（4勝1敗2分）
- 2000-2001 関東社会人リーグ1部 Aグループ 3位（5勝2敗）
- 2001-2002 関東社会人リーグ1部 Aグループ 2位（5勝2敗）
- 2002-2003 関東社会人リーグ1部 Aグループ 2位（6勝1敗）、トップイースト10へ参入

#### トップリーグ創設以降
- 2003-2004 トップイースト10 7位（4勝4敗1分）
- 2004-2005 トップイースト10 4位（5勝4敗）
- 2005-2006 トップイースト10 5位（6勝3敗）
- 2006-2007 トップイースト11 2位（9勝2敗）、トップチャレンジ2：2位、トップイースト11残留
- 2007-2008 トップイースト11 5位（5勝5敗）
- 2008-2009 トップイースト11 4位（7勝3敗）
- 2009-2010 トップイーストリーグ 4位（7勝3敗1分）
- 2010-2011 トップイーストリーグ 2位（10勝1敗）、トップチャレンジ2：2位、トップイーストリーグDiv.1残留
- 2011-2012 トップイーストリーグDiv.1 5位（5勝4敗）
- 2012-2013 トップイーストリーグDiv.1 4位（5勝4敗）
- 2013-2014 トップイーストリーグDiv.1 4位（5勝4敗）
- 2014-2015 トップイーストリーグDiv.1 3位（7勝2敗）
- 2015-2016 トップイーストリーグDiv.1 3位（7勝2敗）
- 2016-2017 トップイーストリーグDiv.1 5位（4勝5敗）
- 2017-2018 トップイーストリーグDiv.1 2位（7勝2敗）
- 2018-2019 トップイーストリーグDiv.1 4位（6勝3敗）
- 2019-2020 トップイーストリーグDiv.1 優勝（9勝0敗）、リーグ再編に伴いトップイーストリーグAグループへ参入
- 2020-2021 リーグ戦中止
- 2021-2022 トップイーストリーグAグループ 2位（6勝2敗）
- 2022-2023 トップイーストリーグAグループ 優勝（8勝0敗）、3地域社会人リーグ順位決定戦：優勝
- 2023-2024 トップイーストリーグAグループ 3位（4勝3敗1分）
- 2024-2025 トップイーストリーグAグループ 2位（7勝1敗）、3地域社会人リーグ順位決定戦：優勝

## 2021年度スコッド
- 主将　小俣勇也

| ポジション | 選手名                 | 出身校           | 代表 キャップ |
| ---------- | ---------------------- | ---------------- | ------------- |
| PR         | 小山洋平               | 東海大           |               |
| PR         | 小俣勇也               | 専修大           |               |
| PR         | 蛯名崇博               | 大東文化大       |               |
| PR         | 松田倫太郎             | 進修館高         |               |
| PR         | 鈴木健也               | 青山学院大       |               |
| PR         | 春名宏一               | 東海大           |               |
| PR         | 黒澤桂                 | 同志社大         |               |
| HO         | 下山田領治             | 平工業高         |               |
| HO         | 小川一真               | 帝京大           |               |
| HO         | 根來拓哉               | 日本大           |               |
| HO         | 峨家直也               | 早稲田大         |               |
| HO         | 橋本一真               | 同志社大         |               |
| LO         | 高橋湧                 | 法政大           |               |
| LO         | トロイ・カレンダー     | オタゴボーイズ高 |               |
| LO         | 小野悠太               | 専修大           |               |
| FL/No.8    | 粕谷俊輔               | 筑波大           |               |
| FL/No.8    | 高野祐史               | 日本大           |               |
| FL/No.8    | 鈴木達哉               | 慶應義塾大       |               |
| FL/No.8    | 上原充                 | 帝京大           |               |
| FL/No.8    | ジャスティン・ダウニー | ノースウッド高   |               |
| FL/No.8    | ジェイク・シャッツ     | ？               | 2 （豪州）    |
| FL/No.8    | トム・シルク           | ？               |               |

| ポジション | 選手名                         | 出身校     | 代表 キャップ |
| ---------- | ------------------------------ | ---------- | ------------- |
| SH         | 小泉泰介                       | 東海大     |               |
| SH         | 山岡篤樹                       | 早稲田大   |               |
| SH         | 貴島由良                       | 京都産業大 |               |
| SH         | 藤林健太                       | 関西学院大 |               |
| SO         | 宗像仁                         | 立命館大   |               |
| SO         | 矢澤蒼                         | 帝京大     |               |
| SO         | 大矢雄太                       | 大東文化大 |               |
| SO         | ジョーダン・ジャクソン＝ホープ | ？         |               |
| SO         | トミー・ベル                   | ？         |               |
| WTB/FB     | 黒沢健                         | 早稲田大   |               |
| WTB/FB     | 家村竜太朗                     | 流通経済大 |               |
| WTB/FB     | 三浦惇                         | 市立船橋高 |               |
| WTB/FB     | 村松佑一朗                     | 東海大     |               |
| WTB/FB     | 新居良介                       | 立命館大   |               |
| WTB/FB     | 平尾充識                       | 東海大     |               |
| WTB/FB     | タウタラタシ・タシ             |            |               |
| UTB        | マイケル・ザキア               | ？         |               |

## 過去の所属選手
- 阿久根潤（元日本代表）
- アラン・バンティング（現7人制女子ニュージーランド代表ヘッドコーチ）
- 打矢二郎
- 斎藤春樹
- 佐藤剛（元日本代表）
- サム・ノートンナイト（オーストラリア代表）
- セミィ・タウペアフェ（トンガ代表）
- 辰野新之介
- 中田雄一
- 中村航（元日本代表）
- ヘイデン・クリップス
- ヘンドリック・マイヤー（ナミビア代表）
- マイケル・ザキア
- 吉村恒